# Bajada de aguas

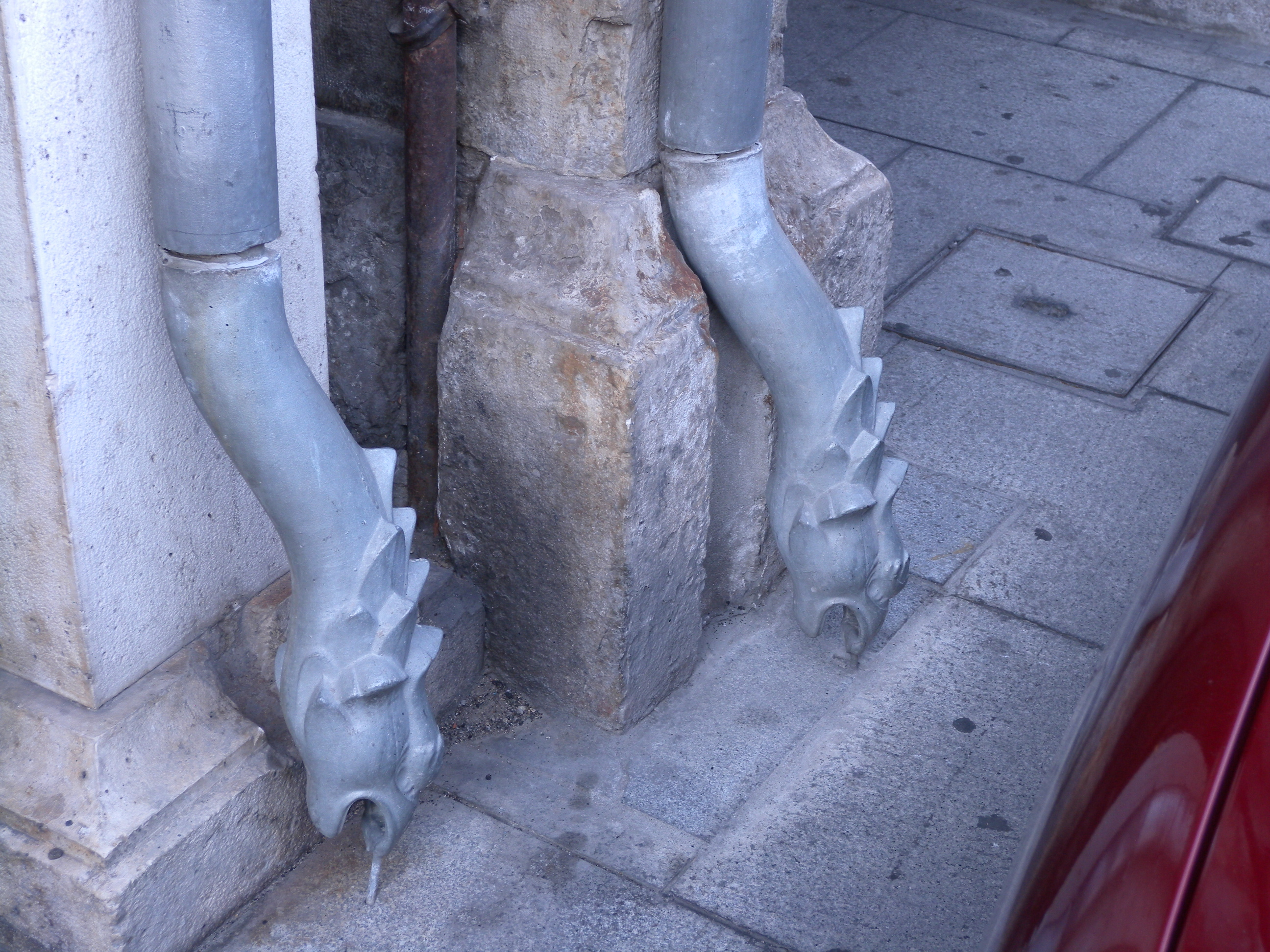
Bajantes artísticas en Alcalá de Henares.

Bajada de aguas, o bajante, es el encañado o tubería por donde descienden las aguas de los tejados o terrazas.

## Características
Suelen ser de cinc o hierro y se sujetan a las paredes por medio de collares con patillas, empotradas en la fábrica o con ataduras de alambre sostenidas por horquillas de hierro. En la parte superior, que ajusta con la canal, suelen ensanchar en forma de cubierta, para recoger mejor las aguas y por su parte inferior desaguan en las aceras, en el arroyo, por debajo de éstas o en el desagüe, sistema que se va imponiendo en las grandes poblaciones.